# Teateråret 1983

## Händelser

### Juni
- 2 juni - Sveriges regering utser 51-årige Lars af Malmborg till chef för Kungliga Teatern i Stockholm från 1 juli 1984, då han skall efterträa Folke Abenius.[1]

### September
- 17 september - Riksteatern i Stockholm firar 50-årsjubileum i Kulturhuset i Stockholm.[1]

### December
- 4 december - Den 110 års gamla teaterbyggnaden i Borås rivs tidigt på morgonen, trots livliga protester.[1]
- 14 december - Musikalen Abbacadabra har premiär på Lyricteatern i Hammersmith.[1]

### Okänt datum
- Orionteatern startar verksamheten i en f.d. mekanisk verkstad
- Teater Galeasen inleder sin verksamhet på Skeppsholmen i Stockholm
- Teatern Old Vic i London öppnas åter efter restaurering[2]

## Priser och utmärkelser
- 18 oktober  - O'Neill-stipendiet tilldelas Ulf Johanson.[1]
- Thaliapriset tilldelas Per Mattsson
- Jenny Lindstipendiet tilldelas operasångerskan Amelie Fleetwood

## Årets uppsättningar

### Mars
- 19 mars - Per Nørgårds operabalett Siddharta har världspremiär på Stockholmsoperan.[1]
- 26 mars - Lars Noréns pjäs Natten är dagens mor har premiär på Dramaten.[3]

### Maj
- 9 maj
  - Arbetet på Kungliga Teatern återupptas efter en sju veckor lång arbetsmarknadskonflikt.[1]
  - Folke Edwards utses till ny chef för Göteborgs stadsteater.[1]

### Oktober
- 30 oktober – Aiaxaia ili Moći reći av Radovan Ivšić har urpremiär på Kroatiska nationalteatern i Zagreb, i regi av Vlado Habunek.

### December
- 6 december - Svenske regissören Ingmar Bergman återvänder till Kungliga Dramatiska Teatern efter åtta år, då William Shakespeares Kung Lear med Jarl Kulle i huvudrollen spelas.[1]

### Okänt datum
- Galenskaparna och After Shave har sin andra gemensamma revy Träsmak på Stenhammarsalen.

## Avlidna
- 20 mars - Georg Rydeberg, 75, svensk teaterskådespelare.[1]
- 26 juli - Charlie Rivel, 87, spansk clown.[1]